# 復興崗
復興崗，臺灣臺北市北投區地名，原為平埔族嗄嘮別社，在日治時期是臺北州的競馬場。

## 學校
國民政府遷來臺灣後，中華民國國軍將競馬場做為政治作戰學校使用，培育國軍政戰幹部。現為國防大學政治作戰學院、管理學院和远朋班的所在地。

## 交通

### 捷運
- 淡水線復興崗站

於1954年曾於臺鐵淡水線臨時設置省運會車站以方便民眾前往台灣省運動會會場。現在的臺北捷運淡水線則設有同名之復興崗站。